# Womack & Womack
Gli Womack & Womack sono stati un gruppo musicale R&B statunitense attivo dal 1983 al 2004 che ha ottenuto successo internazionale negli anni '80 e '90. Il gruppo era composto da marito e moglie, ovvero da Cecil Womack, originario di Cleveland (scomparso nel 2013), e da Linda Womack, originaria di Chicago, prima figlia del noto cantante Sam Cooke. Uno dei loro singoli di maggior successo è stato Teardrops del 1988.

## Discografia

### Album in studio
- 1984 – Love Wars
- 1985 – Radio M.U.S.C. Man
- 1986 – Starbright
- 1988 – Conscience
- 1991 – Family Spirit
- 1993 – Transformation To The House Of Zekkariyas
- 1997 – Timeless (come The House Of Zekkariyas)
- 2001 – Sub Conscience (come ZEK)
- 2004 – Circular Motion (come ZEK / Womack & Womack Project)

### Raccolte
- 1993 – Tear Drops (Greatest Hits)
- 1998 – Greatest Hits (CD version of Tear Drops)
- 2004 – The Best of 1984-1993: Strange And Funny

### Singoli
- 1984 – T.K.O. / Express Myself
- 1984 – Love Wars / Good Times
- 1984 – Baby I'm Scared Of You / A.P.B.
- 1984 – Express Myself (Remix) / Woman
- 1985 – Eyes / No Relief
- 1985 – Strange & Funny / Radio M.U.S.C. Man
- 1986 – Soul Love/Soul Man / Your Man's On Fire
- 1988 – Teardrops / Conscious Of My Conscience
- 1988 – Life's Just A Ballgame / Slave (Just For Love) (+ Teardrops (versione remix))
- 1988 – Celebrate The World / Friends (So Called)
- 1988 – MPB (Missin' Persons Bureau) / MPB (Missin' Persons Bureau (Remix)
- 1988 – Conscious Of My Conscience (U.S. promo)
- 1989 – Good Man Monologue (12")
- 1990 – Uptown / Sanctification (+ Family Spirit (Edit))
- 1991 – My Dear (The Letter) / Keep On Climbing
- 1992 – Alimony / Get With The Band
- 1994 – Secret Star (The House of Zekkariyas aka Womack and Womack)
- 1997 – Be Thankful (Happy Holiday) (The House of Zekkariyas)